# Abu Musa
Abu Musa (perz. ابوموسی) je otok smješten u Perzijskom zaljevu odnosno iranskoj pokrajini Hormuzgan. Otok ima površinu od 12 km² i predstavlja najmanji okrug u Iranu. Od iranskog kopna na sjeveru udaljen je 67 km, a od Arabije na jugoistoku 64 km. Najbliži susjedni otoci su Siri i Mali Tunb. Povijesno, otok je bio pod iranskom kontrolom do sredine 1900-ih godina kada ga zauzimaju Britanci i upravljaju njime iz današnjih Emirata. Dana 30. studenog 1971. odnosno dan prije isteka britanskih ugovora, iranska vojska zaposjeda otok u dogovoru s Britancima i potpisuje sporazum s lokalnim emirom iz Šardžaha. Dva dana kasnije osamostaljuju se Ujedinjeni Arapski Emirati koji počinju svojatati otok čime započinje dugogodišnji spor. Najveće naselje na otoku jest istoimeni gradić Abu Musa koji je prema popisu stanovništva iz 2006. godine imao 1705 stanovnika. Gospodarstvo otoka tradicionalno se temelji na uzgoju datulja i ribarstvu. Na otoku se nalazi civilna i vojna Zračna luka Abu Musa.

## Poveznice
- Perzijski zaljev
- Popis iranskih otoka

## Vanjske poveznice
Ostali projekti
|  | Zajednički poslužitelj ima još gradiva o temi Abu Musa |